# Morrinho
Morrinho est un village cap-verdien située à l’Ouest de l’île de Maio.

## Géographie
Il est situé à 14 km au nord de Vila do Maio.